# Santiago de Vila Chã
Santiago de Vila Chã is een plaats (freguesia) in de Portugese gemeente Ponte da Barca en telt 176 inwoners (2001).

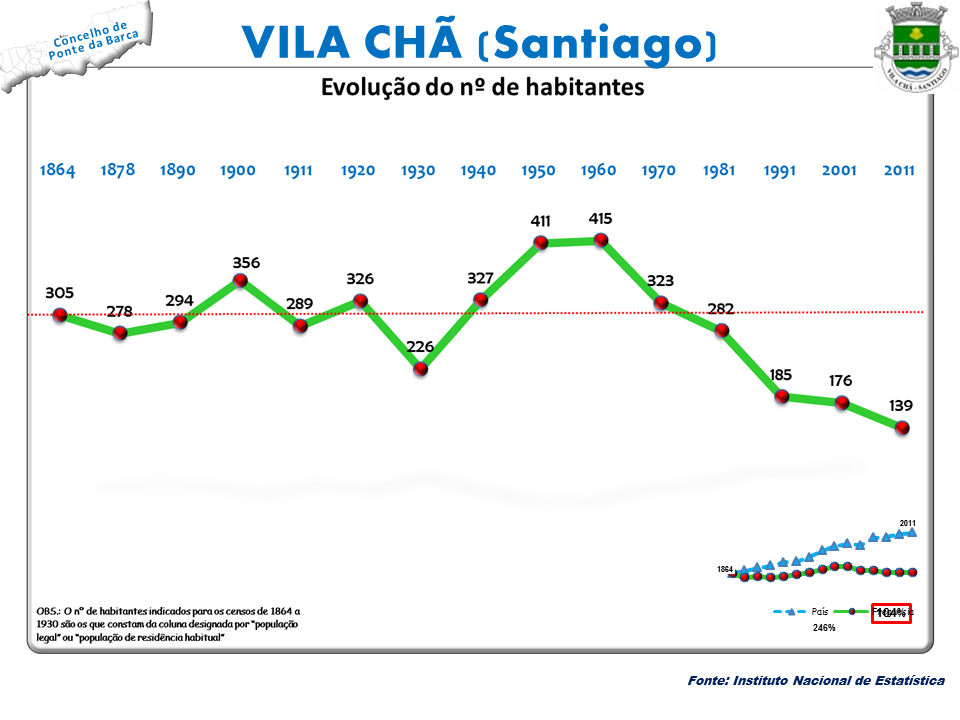
Bevolkingsontwikkeling tussen 1864 en 2011